# Ацеклидин
Ацеклидин — лекарственное средство, оригинальный советский лекарственный препарат, М-холиномиметик. Является холиномиметическим веществом, стимулирующим преимущественно холинореактивные системы организма. По химическому строению ацеклидин относится к производным 3-оксихинуклидина (см. также Оксилидин, Имехин, Темехин). 
 Ацеклидин не уступает по эффективности морфину, не оказывает побочного действия.
Наименование препарата присвоено разработчиком — ВНИХФИ как производное от слова «3-ацетоксихинуклидина салицилат». Ацеклидин является официнальным лекарственным препаратом, который готовится в производственных отделах аптек по Сборнику унифицированных лекарственных прописей (officinal formula).

## История
Ацеклидин разработан в СССР во Всесоюзном научно-исследовательском химико-фармацевтическом институте имени Серго Орджоникидзе (ныне ОАО «ЦХЛС-ВНИХФИ»). Ацеклидин разрешён к медицинскому применению в качестве противоглаукомного средства приказом Минздрава СССР от 17.03.1970 № 151 как ранее выпускаемый препарат.

## Физические и химические свойства
Белый кристаллический порошок. Легко растворим в воде. Водные растворы (рН 4,5—5,5) стерилизуют при +100 °C в течение 30 мин.

## Фармакологическое действие
Стимулирует м-холинорецепторы, в отличие от ацетилхолина является третичным основанием, что обеспечивает возможность проникновения через гистогематические барьеры (в том числе через гематоэнцефалический барьер). Повышает тонус и усиливает сокращение кишечника, мочевого пузыря, матки; вызывает миоз, снижает внутриглазное давление (после однократной инстилляции действие продолжается до 6 ч), вызывает спазм аккомодации. В высоких дозах вызывает брадикардию, снижение артериального давления, усиление активности желез внешней секреции, бронхоспазм.

## Фармакокинетика
Абсорбция — высокая. Препарат легко всасывается при разных путях введения, в том числе при закапывании в конъюнктивальный мешок.

## Показания к применению
Атония мочевого пузыря, атония желудочно-кишечного тракта, субинволюция матки; остановка кровотечения в послеродовом периоде; глаукома. Подготовка к рентгенологическому исследованию пищевода (диагностика ахалазии пищевода), желудка и 12-перстной кишки.

## Противопоказания
Гиперчувствительность, бронхиальная астма, хроническая сердечная недостаточноть II—III ст., стенокардия, кровотечения из желудочно-кишечного тракта, эпилепсия, гиперкинезы, беременность, воспалительные процессы в брюшной полости до оперативного вмешательства.

## Способ применения и дозировки
При атонии желудка, кишечника, мочевого пузыря и гипотонии матки — подкожно 1-2 мл 0,2 % раствора; при необходимости инъекции повторяют 2-3 раза с промежутками 20-30 мин; при субинволюции матки — в течение 2-3 дней. Высшие дозы для взрослых: разовая — 4 мг, суточная — 12 мг. Для выявления ахалазии пищевода, обусловленной парасимпатической денервацией, вводят подкожно 0.75-1 мл 0,2 % раствора за 15 мин до приема больным бариевой взвеси; для уточнения характера поражения желудка и 12-перстной кишки после обычного рентгенологического исследования вводят подкожно 0.5-1 мл 0,2 % раствора, через 12-15 мин после приема дополнительной порции бариевой взвеси производят повторное исследование. 
В офтальмологической практике ацеклидин назначают в виде глазных капель (2 %, 3 % и 5 % водные растворы). Начинают с закапывания 2 % раствора. При этой концентрации обычно наблюдается небольшой миотический и гипотензивный эффект; для более сильного действия применяют 3 % и 5 % растворы. Частота закапывания (3—6 раз в день) зависит от получаемого эффекта. Обычно после однократного закапывания миотическое и гипотензивное действие продолжается до 6 ч и более.
Ацеклидин может применяться в комбинации с другими миотиками. 5 % раствором можно пользоваться для снятия мидриаза, вызванного гоматропином; при мидриазе от атропина и скополамина ацеклидин недостаточно эффективен.
Высшие дозы для взрослых под кожу: разовая 0,004 г (2 мл 0,2 % раствора), суточная 0,012 г (6 мл 0,2 % раствора).

## Побочные действия
Аллергические реакции; раздражение конъюнктивы, инъецированность сосудов; ломота и тяжесть в глазу. Эти явления проходят самостоятельно. Так же как после применения других миотических средств, рекомендуется после закапывания ацеклидина прижать на 2—3 мин область слёзного мешка, чтобы предупредить попадание раствора в слёзный канал и полость носа.

### Передозировка

#### Симптомы
Слюнотечение, повышенное потоотделение, диарея.

#### Лечение
Введение атропина, метацина или других м-холиноблокаторов.

## Форма выпуска
Формы выпуска: порошок (для глазных капель); 0,2 % раствор для парентерального введения в ампулах по 1 и 2 мл. Готовый 1 % раствор ацеклидина (глазные капли) приготавливается в производственных отделах аптек на основании «Сборника унифицированных лекарственных прописей», утверждённого приказом Минздрава СССР от 12.08.1991 № 223.

## Хранение
Хранение: В хорошо укупоренных банках оранжевого стекла; растворы — в защищённом от света месте. Следует остерегаться, чтобы растворы для глазных капель не были использованы для инъекций.